# NGC 5376
NGC 5376 је спирална галаксија у сазвежђу Велики медвед која се налази на NGC листи објеката дубоког неба.
Деклинација објекта је + 59° 30' 25" а ректасцензија 13h 55m 15,8s. Привидна величина (магнитуда) објекта NGC 5376 износи 12,2 а фотографска магнитуда 13,0. Налази се на удаљености од 44,550 милиона парсека од Сунца. NGC 5376 је још познат и под ознакама UGC 8852, MCG 10-20-47, CGCG 295-25, IRAS 13536+5945, PGC 49489.